# 여자의 함정
"여자의 함정"은 1982년에 개봉한 대한민국의 영화이다.

## 캐스팅
- 정윤희 : 수현 역
- 윤일봉 : 지환 역
- 김진애
- 황정순
- 이승재
- 이예성
- 정미경
- 박희정
- 박양래 (특별출연)
- 하재영 (특별출연)